# Jorge Codino
Jorge Codino (em grego: Γεώργιος Κωδινός; romaniz.: Georgios Kodinos; em latim: Georgius Codinus), também chamado de Pseudo-Codino, um curopalata na corte bizantina, é o autor a quem se atribui geralmente a autoria de três obras da literatura bizantina.

## Obras atribuídas a ele
A atribuição das obras a ele é nada mais do que por conveniência, pois duas delas são anônimas nos manuscritos. Do próprio Codino, nada se sabe, mas supõe-se que ele tenha vivido no final do século XV. As obras citadas são:
- Pátria (em grego:  Πάτρια Κωνσταντινουπόλεως), que trata de história, topografia e monumentos de Constantinopla. Ela está dividida em cinco seções: a) a fundação da cidade; b) sua situação, limites e topografia; c) suas estátuas, obras de arte e outras paisagens notáveis; (d) seus edifícios; (e) a construção da Basílica de Santa Sofia. Ela foi escrita no reinado de Basílio II Bulgaróctono (r. 976–1025), revisada e rearrumada durante o reinado de Aleixo I Comneno (r. 1081 - 1118) e, talvez, copiada por Codino, cujo nome aparece em alguns manuscritos (posteriores). As fontes principais são: a Pátria de Hesíquio de Mileto (Hesychius Illustrius), a anônima Parastaseis syntomoi chronikai e um relato anônimo (ἔκφρασις) de Santa Sofia (ed. Theodor Preger em Scriptores originum Constantinopolitanarum, fasc. i, 1901, seguida pela Pátria de Codino). Procópio de Cesareia, De Aedificiis, e o poema de Paulo Silenciário sobre a dedicação de Santa Sofia devem ser lidos em conjunto com esta obra.
- "Livos dos Ofícios" ou "Dos Ofícios" (em latim: De Officiis; Τακτικόν περί των οφφικίων του Παλατίου Kωνσταντινουπόλεως και των οφφικίων της Μεγάλης Εκκλησίας), um tratado, escrito num estilo pouco atraente entre 1347 e 1368, sobre a corte e as mais altas solenidades eclesiásticas e as cerimônias apropriadas para diferentes ocasiões, conforme o costume no meio do período dos paleólogos. Ela deve ser comparada com a anterior Sobre as Cerimônias de Constantino VII e a Táctica, dos séculos IX e X.
- Uma linha cronológica de eventos da criação do mundo até a tomada de Constantinopla pelos turcos otomanos (chamada de Agarenes no título do manuscrito). Ela tem pouco valor historiográfico.

Edições completas estão na Bonn Corpus scriptorum Hist. Byz. (1839–1843), de Immanuel Bekker, onde, contudo, algumas seções da Pátria estão faltando, e na Patrologia Graeca' (vol. CLVII), de Migne. Veja também Karl Krumbacher, Geschichte der byzantinischen Litteratur (1897).